# Vetenskapsåret 1725

## Händelser
- Matematikern Basile Bouchon uppfinner det binära talsystemet.
- Guldsmeden William Ged uppfinner stereotyptryckning.

## Födda
- 4 februari - Dru Drury (död 1804), engelsk entomologist.
- 12 september - Guillaume Le Gentil (död 1792), fransk astronom.
- 16 september - Nicolas Desmarest (död 1815), fransk naturforskare.
- 25 september - Nicolas-Joseph Cugnot (död 1804), fransk uppfinnare.

## Avlidna
- 10 december – Nicolaas Hartsoeker, nederländsk naturforskare, tidig konstruktör av mikroskop.